# ألاستير مكينتوش
ألاستير مكينتوش (بالإنجليزية: Alastair McIntosh) هو أكاديمي بريطاني، ولد في 1955.